# ليستريم
ليستريم (بالفرنسية: Lestrem)‏ هي بلدية تقع في إقليم باد كاليه من منطقة نور با دو كاليه في شمال فرنسا. تبلغ مساحة هذه المدينة 21.15 (كم²)، وترتفع عن سطح البحر 18 م، يبلغ عدد سكانها 4006 نسمة حسب إحصاء المعهد الوطني للإحصاء والدراسات الاقتصادية سنة 2009 م. وترأس Marc Delannoy البلدية خلال فترة (2008-2014).

## توأمة
لليستريم اتفاقيات توأمة مع:
- مندن

## أعلام
- سيريل روز